# إسماعيل عبد اللطيف
إسماعيل عبد اللطيف إسماعيل حسن (ولد في 11 سبتمبر 1986 في المحرق، البحرين) لاعب كرة قدم دولي بحريني يجيد اللعب في مركز المهاجم. يلعب حاليا لصالح الخالدية الذي ينافس في الدوري البحريني الممتاز منذ 2021.

## المسيرة الرياضية

### الأندية
في 1 يوليو 1999 انضم عبد اللطيف (13 سنة) إلى الفئات السنية في نادي الحالة.
في 1 يوليو 2004 تم تصعيد عبد اللطيف إلى الفريق الأول بنادي الحالة. في موسمه الأول 2004-2005 وفي بطولة الدوري البحريني الممتاز ساهم في احتلال فريقه المركز العاشر الأخير بفارق 6 نقاط عن منطقة الأمان وبالتالي الهبوط إلى الدرجة الثانية. وفي بطولة كأس ملك البحرين خرج فريقه من مباراته الأولى عندما خسر في الدور 16 من الرفاع الشرقي 1-4. وفي بطولة كأس الاتحاد البحريني فشل فريقه في التأهل إلى الدور النصف النهائي عندما احتل المركز الرابع في المجموعة الثانية بفارق 7 نقاط عن المتصدر البحرين.
في موسمه الثاني 2005-2006 وفي بطولة دوري الدرجة الثانية ساهم في تتويج فريقه بالبطولة بعدما تصدر الترتيب بفارق 3 نقاط عن وصيفه المنامة وصعدا معا إلى الدوري الممتاز وليحقق عبد اللطيف أولى بطولاته مع الأندية. وفي بطولة كأس ملك البحرين ساهم في وصول فريقه إلى الدور النصف النهائي حينها خسر من النجمة 1-2.
في موسمه الثالث 2006-2007 وفي بطولة الدوري الممتاز ساهم في احتلال فريقه المركز السادس بفارق 6 نقاط عن منطقة الهبوط. وفي بطولة كأس ملك البحرين ساهم في وصول فريقه إلى المباراة النهائية حينها خسر من النجمة 0-2. وفي بطولة كأس الاتحاد البحريني فشل فريقه في التأهل إلى الدور النصف النهائي عندما احتل المركز الثالث في المجموعة الثالثة بفارق 3 نقاط عن المتصدر الرفاع الشرقي.
في 4 يوليو 2007 انتقل عبد اللطيف من الحالة إلى العربي الكويتي (الدوري الممتاز) بالإعارة لمدة موسمين. في موسمه الأول 2007-2008 وفي بطولة الدوري الكويتي الممتاز ساهم في احتلال فريقه المركز الرابع بفارق 8 نقاط عن البطل الكويت. وفي بطولة كأس الأمير ساهم في تتويج فريقه بالبطولة بعدما تغلب في المباراة النهائية على السالمية 2-1 مسجلا الهدف الأول لفريقه وليحقق عبد اللطيف ثاني بطولاته مع الأندية. وفي بطولة كأس ولي العهد ساهم في وصول فريقه إلى الدور الربع النهائي عندما خسر من السالمية 0-1 في مجموع المباراتين. وفي بطولة كأس الاتحاد الكويتي ساهم في وصول فريقه إلى الدور النصف النهائي حينها خسر من القادسية 1-2. وفي بطولة كأس الخليج للأندية فشل فريقه في التأهل إلى الدور النصف النهائي عندما احتل المركز الثالث في المجموعة الثالثة خلف النصر العماني والمحرق البحريني. وفي بطولة دوري أبطال العرب ساهم في فوز فريقه في الدور 32 على مولودية وهران الجزائري 3-0 في مجموع المباراتين ولكنه في الدور 16 وبعدما تغلب في مباراة الذهاب على اتحاد الجزائر الجزائري 3-2 إلا أنه انسحب من خوض مباراة الإياب وأستبعد من منافسات البطولة.
في موسمه الثاني والأخير 2008-2009 وفي بطولة الدوري الممتاز ساهم في احتلال فريقه المركز الخامس بفارق 10 نقاط عن البطل القادسية. وفي بطولة كأس الأمير ساهم في وصول فريقه إلى المباراة النهائية حينها خسر من الكويت 1-2. وفي بطولة كأس ولي العهد خرج فريقه من مباراته الأولى عندما خسر في الدور الأول من الجهراء 2-3. وفي بطولة كأس الاتحاد الكويتي فشل فريقه في التأهل إلى الدور النصف النهائي عندما احتل المركز الثالث في المجموعة الثانية بفارق نقطة واحدة عن صاحب المركز الثاني كاظمة. وفي بطولة كأس السوبر الكويتي ساهم في تتويج فريقه بالبطولة بعدما تغلب على الكويت 1-0 ليحقق عبد اللطيف ثالث بطولاته مع الأندية. وفي بطولة كأس الاتحاد الآسيوي ساهم في تصدر فريقه المجموعة الثالثة متفوقا على أربيل العراقي والعروبة العماني والمبرة اللبناني ليتأهل إلى الدور 16 حيث فاز على أرضه على الصفاء اللبناني 2-1 ليتأهل إلى الدور الربع النهائي حينها خسر من الكرامة السوري بركلات الترجيح بعد التعادل 0-0 في مجموع المباراتين. في 30 يونيو 2009 انتهت الإعارة وعاد عبد اللطيف إلى الحالة.
في 14 سبتمبر 2009 انتقل عبد اللطيف من الحالة إلى الرفاع البحريني (الدوري الممتاز) في بالإعارة لمدة موسم واحد. في موسمه الوحيد 2009-2010 وفي بطولة الدوري الممتاز ساهم في احتلال فريقه المركز الثالث بفارق 3 نقاط عن البطل الأهلي. وفي بطولة كأس ملك البحرين ساهم في تتويج فريقه بالبطولة بعدما سجل هدفين في المباراة النهائية التي انتهت بالفوز على البسيتين 4-0 وليحقق عبد اللطيف رابع بطولاته مع الأندية. وفي كأس الخليج للأندية فشل فريقه في التأهل إلى الدور النصف النهائي عندما احتل المركز الثاني في المجموعة الرابعة بفارق 3 نقاط عن الوصل الإماراتي. وفي بطولة كأس الاتحاد الآسيوي ساهم في احتلال فريقه المركز الثاني في المجموعة الخامسة خلف الريان القطري ومتفوقا على الوحدات الأردني والنهضة العماني ليتأهل إلى الدور 16 حيث فاز خارج أرضه على جنوب الصين من هونغ كونغ 3-1 ليتأهل إلى الدور الربع النهائي حيث تغلب على إس إتش بي دا نانغ الفيتنامي 8-3 في مجموع المباراتين ليتأهل إلى الدور النصف النهائي حينها خسر من القادسية الكويتي 3-4 في مجموع المباراتين. في 30 يونيو 2010 انتهت الإعارة وعاد عبد اللطيف إلى الحالة.
في موسمه الرابع والأخير 2010-2011 وفي بطولة الدوري الممتاز ساهم في حصد فريقه نقطتين في 3 مباريات.
في 2 فبراير 2011 انتقل عبد اللطيف من الحالة إلى النصر العماني في صفقة انتقال حر. في موسمه الوحيد 2010-2011 وفي بطولة دوري المحترفين العماني ساهم في احتلال فريقه المركز الثاني عشر الأخير بفارق 7 نقاط عن منطقة الأمان وبالتالي الهبوط إلى الدرجة الثانية.
في 24 أغسطس 2011 انتقل عبد اللطيف من النصر إلى المحرق البحريني (الدوري الممتاز) في صفقة انتقال حر. في موسمه الأول 2011-2012 وفي بطولة الدوري الممتاز ساهم في احتلال فريقه المركز الثاني الوصيف بفارق 7 نقاط عن البطل الرفاع. وفي بطولة كأس ملك البحرين ساهم في تتويج فريقه بالبطولة بعدما تغلب في المباراة النهائية على الرفاع ليحقق عبد اللطيف خامس بطولاته مع الأندية. وفي بطولة كأس الخليج للأندية ساهم في تتويج فريقه بالبطولة بعدما تغلب في المباراة النهائية على الوصل الإماراتي بركلات الترجيح بعد التعادل 4-4 في مجموع المباراتين ليحقق عبد اللطيف سادس بطولاته مع الأندية.
في موسمه الثاني 2012-2013 وفي بطولة الدوري الممتاز ساهم في حصد فريقه 8 نقاط من 5 مباريات. وفي بطولة كأس الخليج للأندية شارك في مباراة واحدة التي خسرها فريقه من السالمية الكويتي 0-1.
في 6 يناير 2013 انتقل عبد اللطيف من المحرق إلى الأهلي القطري (الدرجة الثانية) في صفقة انتقال حر.]</ref> في موسمه الوحيد 2012-2013 وفي بطولة دوري الدرجة الثانية ساهم في تتويج فريقه بالبطولة بعهدما تصدر الترتيب بفارق نقطتين عن وصيفه معيذر وبالتالي صعد إلى دوري نجوم قطر وليحقق عبد اللطيف سابع بطولاته مع الأندية. وفي بطولة كأس أمير قطر ساهم في وصول فريقه إلى الدور الثالث حينها خسر من قطر بركلات الترجيح.
في 14 يوليو 2013 انتقل عبد اللطيف من الأهلي إلى النهضة السعودي في صفقة انتقال حر. في موسمه الوحيد 2013-2014 وفي بطولة دوري المحترفين السعودي ساهم في حصد فريقه 6 نقاط من 17 مباراة محتلا المركز الرابع عشر الأخير. وفي بطولة كأس ولي العهد السعودي خرج فريقه من مباراته الأولى عندما خسر من الخليج بركلات الترجيح.
في 14 يناير 2014 انتقل عبد اللطيف من النهضة إلى السالمية الكويتي (الدوري الممتاز) في صفقة انتقال حر. في موسمه الوحيد 2013-2014 وفي بطولة الدوري الممتاز ساهم في احتلال المركز السادس بفارق 31 نقطة عن البطل القادسية. وفي بطولة كأس الأمير ساهم في وصول فريقه إلى الدور الربع النهائي حينها خسر من الكويت 0-1. وفي بطولة كأس الاتحاد الكويتي ساهم في وصول فريقه إلى المباراة النهائية حينها خسر من العربي بركلات الترجيح.
في 1 أغسطس 2014 انتقل عبد اللطيف من السالمية إلى المحرق البحريني (الدوري الممتاز) في صفقة انتقال حر. في موسمه الأول 2014-2015 وفي بطولة الدوري الممتاز ساهم في تتويج فريقه بالبطولة بعدما تصدر الترتيب بفارق نقطة واحدة عن وصيفه الحد وليحقق عبد اللطيف ثامن بطولاته مع الأندية. وفي بطولة كأس ملك البحرين ساهم في وصول فريقه إلى الدور النصف النهائي حينها خسر من البسيتين بركلات الترجيح.
في موسمه الثاني 2015-2016 وفي بطولة الدوري الممتاز ساهم في احتلال فريقه المركز الثاني الوصيف بفارق 10 نقاط عن البطل الحد. وفي بطولة كأس ملك البحرين ساهم في تتويج فريقه بالبطولة بعدما تغلب في المباراة النهائية على الرفاع 3-1 وليحقق عبد اللطيف تاسع بطولاته مع الأندية. وقال عبد اللطيف: "نحمد الله على هذا الفوز، حققنا مهمة صعبة وهي التتويج ببطولة الكأس على حساب فريق قوي وكبير بحجم الرفاع. صحيح أن الأداء لم يكن جيدا بالقدر الكافي، لكننا نجحنا في استغلال كافة الفرص التي سنحت لنا ونجحنا في الحفاظ على اللقب. فارق النقاط الخمس ليس كبيرا، وسنسعى لتعويضه كي نتوج ببطولة الدوري أيضا. سنبذل كل ما في وسعنا أيضا في بطولة دوري أبطال الخليج، لقد ضمنا صدارة مجموعتنا وتأهلنا إلى دور الثمانية". وفي بطولة كأس الاتحاد البحريني فشل فريقه في التأهل إلى الدور النصف النهائي عندما احتل المركز الخامس في المجموعة الأولى بفارق 7 نقاط عن صاحب المركز الثاني الحد. وفي بطولة كأس السوبر البحريني خسر فريقه من الحد بركلات الترجيح. وفي بطولة كأس الاتحاد الآسيوي ساهم في تصدر فريقه المجموعة الرابعة متفوقا على الجيش السوري وأهلي الخليل الفلسطيني وفنجاء العماني ليتأهل إلى الدور 16 حيث تغلب على أرضه على الفيصلي الأردني بهدف نظيف ليتأهل إلى الدور الربع النهائي حينها خسر من العهد اللبناني 0-3 في مجموع المباراتين.
في موسمه الثالث 2016-2017 وفي بطولة الدوري الممتاز ساهم في احتلال فريقه المركز الخامس بفارق 4 نقاط عن البطل المالكية. وفي بطولة كأس ملك البحرين ساهم في وصول فريقه إلى المباراة النهائية حينها خسر من المنامة 1-2. وفي بطولة كأس الاتحاد البحريني فشل فريقه في التأهل إلى الدور النصف النهائي عندما احتل المركز الرابع في المجموعة الأولى بفارق 4 نقاط عن صاحب المركز الثاني البديع. وفي بطولة كأس السوبر البحريني خسر فريقه من الحد 0-1. وفي بطولة كأس الاتحاد الآسيوي فشل فريقه في التأهل إلى الدور النصف النهائي لمنطقة غرب آسيا بعدما احتل المركز الثاني في المجموعة الثالثة بفارق نقطتين عن المتصدر الوحدات الأردني.
في موسمه الرابع 2017-2018 وفي بطولة الدوري الممتاز ساهم في تتويج فريقه بالبطولة بعدما تصدر الترتيب بفارق 15 نقطة عن وصيفه النجمة وليحقق عبد اللطيف عاشر بطولاته مع الأندية. وفي بطولة كأس ملك البحرين ساهم في وصول فريقه إلى المباراة النهائية حينها خسر من النجمة بركلات الترجيح. وفي بطولة كأس النخبة البحريني ساهم في وصول فريقه إلى الدور النصف النهائي حينها خسر من الحد 0-2.
في موسمه الخامس 2018-2019 وفي بطولة الدوري الممتاز ساهم في احتلال فريقه المركز الثالث بفارق 9 نقاط عن البطل الرفاع. وفي بطولة كأس ملك البحرين ساهم في وصول فريقه إلى الدور النصف النهائي حينها خسر من الرفاع 1-4 في مجموع المباراتين. وفي بطولة كأس السوبر البحريني ساهم في تتويج فريقه بالبطولة بعدما تغلب على النجمة بركلات الترجيح ليحقق عبد اللطيف حادي عشر بطولاته مع الأندية. وفي بطولة كأس النخبة البحرينية ساهم في تتويج فريقه بالبطولة بعدما تغلب في المباراة النهائية على الحد 4-0 وليحقق عبد اللطيف ثاني عشر بطولاته مع الأندية. وفي بطولة كأس الاتحاد البحريني فشل فريقه في التأهل إلى الدور النصف النهائي بعدما احتل المركز الثاني في المجموعة الأولى بفارق 5 نقاط عن المتصدر الأهلي. وفي بطولة كأس العرب للأندية الأبطال خرج فريقه من المرحلة الأولى عندما خسر من في الدور 32 من الأهلي السعودي 0-5 في مجموع المباراتين.
في موسمه السادس 2019-2020 وفي بطولة الدوري الممتاز ساهم في احتلال فريقه المركز الثاني الوصيف بفارق نقطة واحدة عن البطل الحد. وفي بطولة كأس ملك البحرين ساهم في تتويج فريقه بالبطولة بعدما تغلب في المباراة النهائية على الحد 1-0 وليحقق عبد اللطيف ثالث عشر بطولاته مع الأندية. وفي بطولة كأس الاتحاد البحريني ساهم في تتويج فريقه بالبطولة بعدما تغلب في المباراة النهائية على البسيتين 4-1 وليحقق عبد اللطيف رابع عشر بطولاته مع الأندية. وفي بطولة كأس العرب للأندية الأبطال ساهم في فوز فريقه في الدور 32 على شباب قسنطينة الجزائري بأفضلية الأهداف خارج الأرض بعد تعادلهما 3-3 في مجموع المباراتين ليتأهل إلى الدور 16 حينها خسر من الاتحاد السكندري المصري 0-3 في مجموع المباراتين.
في موسمه السابع والأخير 2020-2021 وفي بطولة الدوري الممتاز ساهم في احتلال فريقه المركز الرابع بفارق 18 نقطة عن البطل الرفاع. وفي بطولة كأس ملك البحرين ساهم في وصول فريقه إلى الدور الربع النهائي حينها خسر من الأهلي 1-2. وفي بطولة كأس الاتحاد البحريني ساهم في تتويج فريقه بالبطولة بعدما تغلب في المباراة النهائية على الرفاع الشرقي 2-1 وليحقق عبد اللطيف خامس عشر بطولاته مع الأندية. وفي بطولة كأس الاتحاد الآسيوي ساهم في تأهل فريقه إلى الدور النصف النهائي لمنطقة غرب آسيا بعدما تصدر ترتيب المجموعة الثانية متفوقا على السلط الأردني والأنصار اللبناني ومركز شباب بلاطة الفلسطيني.
في 1 يوليو 2021 انتقل عبد اللطيف من المحرق إلى الخالدية البحريني (الدوري الممتاز) في صفقة انتقال حر. في موسمه الأول 2021-2022 وفي بطولة الدوري الممتاز ساهم في احتلال فريقه المركز الثالث بفارق 12 نقطة عن البطل الرفاع. وفي بطولة كأس ملك البحرين ساهم في تتويج فريقه بالبطولة بعدما تغلب في المباراة النهائية على الرفاع الشرقي بركلات الترجيح ليحقق عبد اللطيف سادس عشر بطولاته مع الأندية. وفي بطولة كأس الاتحاد البحريني فشل فريقه في التأهل إلى الدور النصف النهائي.
في موسمه الثاني 2022-2023 وفي بطولة الدوري الممتاز ساهم في تتويج فريقه بالبطولة بعدما تصدر الترتيب بفارق نقطة واحدة عن وصيفه المنامة ليحقق عبد اللطيف سابع عشر بطولاته مع الأندية. وقال عبد اللطيف: "العزيمة لعبت دورا بارزا في تتويج الخالدية، علاوة على الروح القتالية التي قدمها الفريق. رغم أننا في بعض الجولات الماضية، كنا بعيدين عن الصدارة، ولكن لم نشعر باليأس على الإطلاق، ورفعنا راية القتال. كنا ندخل جميع المباريات باعتبارها مواجهات نهائية حتى تمكنا من حسم اللقب في الجولة الأخيرة. لم ننظر إلى نتائج الفرق الأخرى في الفترة الماضية، كنا ننظر إلى نتائجنا فقط، وباتت النتائج الأخرى لصالحنا. المباراة الأخيرة ضد البحرين لم تكن سهلة، لأن الخصم دخل من أجل البقاء في الممتاز وخوض الملحق، وهذا زاد من صعوبة اللقاء". وفي بطولة كأس ملك البحرين خرج فريقه من مباراته الأولى عندما خسر في الدور الثمن النهائي من سترة بركلات الترجيح. وفي بطولة كأس السوبر البحريني ساهم في تتويج فريقه بالبطولة بعدما تغلب على الرفاع بهدفين نظيفين ليحقق عبد اللطيف ثامن عشر بطولاته مع الأندية. وقال عبد اللطيف: "لم نقدم المستوى المطلوب في الشوط الأول، واستمعنا إلى تعليمات المدرب بين الشوطين، ثم ظهر الفريق بصورة مغايرة تماما، في الشوط الثاني، وقدم لوحة فنية رائعة استحق من خلالها الخروج فائزا في المواجهة. الخالدية يستهدف الحصول على البطولات المحلية، ويمكننا تحقيق ذلك، لكن علينا أن نبذل جهودا مضاعفة خلال المرحلة القادمة. لعب الحضور الجماهيري دورا بارزا في الفوز باللقب، أتمنى أن يتواصل الدعم الجماهيري في الجولات القادمة للدوري. نعد الجماهير ببذل قصارى جهدنا لإسعادهم. وفي بطولة كأس الاتحاد البحريني ساهم في وصول فريقه إلى المباراة النهائية حينها خسر من الأهلي بركلات الترجيح.

### المنتخبات
في 27 أكتوبر 2005 قرر المدرب الكرواتي لوكا بيروزوفيتش استدعاء عبد اللطيف للمشاركة في أول مباراة دولية له مع البحرين وكانت أمام بنما وديا وانتهت المباراة بفوز البحرين 5-0.
قرر المدرب الألماني الجديد للبحرين هانز بيتر بريغل استدعاء عبد اللطيف للمشاركة في تصفيات كأس آسيا 2007 حيث لعب في مباراتين الأولى خسرها البحرين من أستراليا 0-2 والثانية تغلب فيها البحرين على الكويت 2-1 وبالتالي احتل البحرين المركز الثاني في المجموعة الرابعة بفارق الأهداف عن صاحب المركز الثالث الكويت وتأهل إلى نهائيات البطولة.
جدد بريغل استدعاء عبد اللطيف للانضمام إلى تشكيلة البحرين المشارك في بطولة كأس الخليج العربي 18 في الإمارات ولعب عبد اللطيف مباراة واحدة عندما دخل بديلا في المباراة الثانية من دور المجموعات التي انتهت بالتعادل مع العراق 1-1.
قرر المدرب التشيكي الجديد للبحرين ميلان ماتشالا استدعاء عبد اللطيف للمشاركة في بطولة كأس آسيا 2007 في إندونيسيا وماليزيا وفيتنام وتايلاند حيث غاب عن المباراة الأولى أمام إندونيسيا المستضيف ثم شارك أساسيا في المباراة الثانية وساهم في فوز البحرين على كوريا الجنوبية 2-1 بتسجيله الهدف الثاني قبل نهاية المباراة بخمس دقائق. وهو يعتبر أول هدف دولي لعبد اللطيف. في المباراة الثالثة ورغم مشاركته أساسيا إلا أن البحرين خسر من السعودية 0-4 وليغادر البطولة بعد احتلاله المركز الرابع الأخير في المجموعة الرابعة.
جدد ماتشالا استدعاء عبد اللطيف للمشاركة مع البحرين في المرحلة الأولى في تصفيات آسيا لكأس العالم 2010 حيث لعب مباراة الذهاب التي انتهت بفوز البحرين على ماليزيا 4-1 ولم يشارك في مباراة الإياب التي انتهت بالتعادل السلبي بدون أهداف ليتأهل البحرين إلى المرحلة الثالثة في تصفيات آسيا لكأس العالم 2010 ولعب عبد اللطيف جميع المباريات الست وساهم في احتلال البحرين المركز الثاني في المجموعة الثانية بعد الفوز على عمان واليابان وتايلند والتعادل مع تايلند وعمان والخسارة من اليابان ليتأهل البحرين إلى المرحلة الرابعة في تصفيات آسيا لكأس العالم 2010 حيث لعب عبد اللطيف في 5 مباريات وساهم في فوز البحرين على أوزبكستان مرتين والخسارة من اليابان مرتين ومن أستراليا مرة واحدة ليحتل البحرين في نهاية المطاف المركز الثالث في المجموعة الأولى بفارق 5 نقاط عن صاحب المركز الثاني اليابان التي تأهل إلى بطولة كأس العالم وبالتالي انتقل البحرين إلى المرحلة الخامسة في تصفيات آسيا لكأس العالم 2010 وواجه السعودية واستطاع البحرين الفوز بأفضلية الأهداف خارج الأرض بعد تعادلهما 2-2 في مجموع المباراتين. وسجل عبد اللطيف هدف التعادل في الدقيقة الثالثة والتسعين من الوقت الأصلي. وقال عبد اللطيف: "كانت مباراة رائعة، تأخرنا بهدفين مقابل هدف وقاتلنا حتى الرمق الأخير. عندما جاءت الكرة على رأسي وشاهدتها تتجه نحو الشباك، شعرت بأنني في حلم، حيث كانت الفرحة هيستيرية، ورأيت الجميع من أفراد المنتخب البحريني يركضون نحوي من شدة الفرحة. احتفلنا كثيراً بهذا الهدف مع زملائي والجماهير البحرينية، وحظينا باستقبال رائع بعد العودة من الرياض". وتأهل البحرين إلى ملحق آسيا وأوقيانوسيا ودخل عبد اللطيف بديلا في كلتا مباراتي الذهاب والإياب وانتهت المباراة بخسارة البحرين من نيوزيلندا 0-1 في مجموع المبارالتين ولتخسر البحريسن فرصة اللعب في بطولة كأس العالم بالخروج من الملحق القاري.
كرر ماتشالا استدعاء عبد اللطيف للمشاركة مع البحرين في تصفيات كأس آسيا 2011 حيث ساهم من خلال أهدافه الخمسة - منها هاتريك على هونغ كونغ - في فوز البحرين على اليمن وهونغ كونغ مرتين على التوالي والخسارة من اليابان مرتين وبالتالي احتلال المركز الثاني والتأهل إلى نهائيات البطولة.
قرر المدرب النمساوي الجديد للبحرين جوزيف هيكرسبيرغر استدعاء عبد اللطيف للانضمام إلى تشكيلة البحرين المشارك في بطولة اتحاد غرب آسيا لكرة القدم 2010 في الأردن وسجل عبد اللطيف هدفين في مرمى عمان ليفوز البحرين 2-0 وقبلها خسر من إيران 0-3 ليحتل المركز الثاني ويفشل في التأهل إلى الدور النصف النهائي.
قرر المدرب الوطني الجديد للبحرين سلمان شريدة استدعاء عبد اللطيف للانضمام إلى تشكيلة البحرين المشارك في بطولة كأس الخليج العربي 20 في اليمن وعلى الرغم من مشاركة عبد اللطيف في جميع مباريات دور المجموعات وتسجيله هدف واحد في مرمى العراق إلا أن البحرين تذيل المجموعة الثانية بعد التعادل مع عمان والخسارة من العراق والإمارات وليخرج من منافسات البطولة.
جدد شريدة استدعاء عبد اللطيف للانضمام إلى تشكيلة البحرين المشارك في بطولة كأس آسيا 2011 في قطر وعلى الرغم من تسجيل عبد اللطيف سوبر هاتريك في مرمى الهند وقيادة البحرين للفوز عليه 5-2 إلا أن البحرين تعرض للخسارة من كوريا الجنوبية وأستراليا وبالتالي احتلال المركز الثالث في المجموعة الثالثة وبالتالي الفشل في التأهل إلى الدور الربع النهائي والخروج من منافسات البطولة. وبهذه الأهداف الأربعة  دخل عبد اللطيف سجلات الأرقام القياسية لبطولة كأس آسيا وتساوى مع الإيرانيين بهتاش فريبا الذي سجل رباعية في المباراة التي فازت فيها إيران على بنجلاديش 7-0 في بطولة كأس آسيا 1980 وعلي دائي الذي سجل رباعية في المباراة التي فازت فيها إيران على كوريا الجنوبية 6-2 في بطولة كأس آسيا 1996.
قرر المدرب الإنجليزي الجديد للبحرين بيتر تايلور استدعاء عبد اللطيف للانضمام إلى تشكيلة البحرين المشارك في تصفيات كأس العالم 2014 – آسيا المرحلة الثالثة ولعب عبد اللطيف جميع المباريات مسجلا هدفين وساهم في احتلال البحرين المركز الثالث في المجموعة الخامسة بفارق نقطة واحدة عن صاحب المركز الثاني قطر وبالتالي الفشل في التأهل إلى الدور الرابع. علما بأن عبد اللطيف ساهم في تحقيق أكبر فوز في تاريخ منتخب البحرين عندما تغلب على إندونيسيا 10-0.
جدد تايلور استدعاء عبد اللطيف للانضمام إلى تشكيلة البحرين المشارك في مسابقة كرة القدم في دورة الألعاب العربية 2011 في قطر حيث لعب عبد اللطيف أساسيا في جميع المباريات التي بدأها البحرين بالتعادل مع قطر المستضيف 2-2 ثم سجل عبد اللطيف هدفين ليقود البحرين للفوز على العراق 3-0 ليتأهل إلى الدور النصف النهائي حيث ساهم في فوز البحرين على فلسطين 3-1 ليتأهل إلى المباراة النهائية وبفضل الهدف الذي سجله استطاع البحرين التغلب على الأردن والحصول على الميدالية الذهبية وبالتالي حقق عبد اللطيف أولى بطولاته مع المنتخب. وقال عبد اللطيف: "فوزنا في المباراة النهائية على الأردن وتتويجنا بالكأس العربية، هو خير در على كل من حالول النيل من المنتخب البحريني وشكك في قدراته وإمكانية تحقيقه الكأس .. لقد تعرضنا لظلم في كثير من الأحيان من بعض المنظرين والمقيمين ، حتى أن البعض كان يستبعدنا من المنافسة في أوقات كثيرة، ونسوا هؤلاء أننا جيل يستحق هذا المجد. كل لاعبي الأحمر لهم دور فيما تحقق ، ولاشك أن تسجيل هدف الفوز في مباراة نهائية وفي وقت قاتل يشعرني بالفخر الشديد. تلقيت عدد من العروض الاحترافية من قطر والكويت ، وبالتأكيد ستشاهدونني في أي من أندية الدولتين خلال الأيام المقبلة".
كرر تايلور استدعاء عبد اللطيف للانضمام إلى تشكيلة البحرين المشارك في بطولة كأس العرب 2012 في السعودية وعلى الرغم من مشاركة عبد اللطيف في جميع المباريات إلا أن البحرين تذيل المجموعة الثانية بتعرضه للخسارة في جميع المباريات من المغرب المحلي واليمن وليبيا.
قرر المدرب الأرجنتيني الجديد للبحرين غابرييل كالديرون استدعاء عبد اللطيف للانضمام إلى تشكيلة البحرين المشارك في بطولة كأس الخليج العربي 21 في البحرين حيث لعب عبد اللطيف جميع المباريات أساسيا من دون تسجيل أي هدف وساهم في احتلال البحرين المركز الثاني في المجموعة الأولى بعد الفوز على قطر والتعادل مع عمان والخسارة من الإمارات ليتأهل إلى الدور النصف النهائي حينها خسر من العراق بركلات الترجيح.
جدد كالديرون استدعاء عبد اللطيف للانضمام إلى تشكيلة البحرين المشارك في تصفيات كأس آسيا 2015 وشارك عبد اللطيف في 3 مباريات مسجلا هدف واحد حيث قاد البحرين للفوز على اليمن مرتين وماليزيا مرة واحدة ليتصدر البحرين في نهاية التصفيات المجموعة الرابعة ويتأهل إلى نهائيات البطولة.
قرر المدرب العراقي الجديد للبحرين عدنان حمد استدعاء عبد اللطيف للانضمام إلى تشكيلة البحرين المشارك في بطولة كأس الخليج العربي 22 في السعودية وعلى الرغم من مشاركة عبد اللطيف أساسيا في جميع مباريات دور المجموعات إلا أنه مع بقية زملائهم فشلوا في تسجيل هدف وتذيل البحرين المجموعة بعد تعادله السلبي مرتين مع اليمن وقطر وخسارته من السعودية المستضيف بثلاثية نظيفة.
قرر المدرب الوطني الجديد للبحرين مرجان عيد استدعاء عبد اللطيف للانضمام إلى تشكيلة البحرين المشارك في بطولة كأس آسيا 2015 في أستراليا وشارك في المباراتين الأولى والثانية اللتين خسرهما البحرين من إيران والإمارات وغاب عن المباراة الأخيرة ليحتل البحرين المركز الثالث ويفشل في التأهل إلى الدور الربع النهائي.
قرر المدرب الأرجنتيني الجديد للبحرين سيرخيو باتيستا استدعاء عبد اللطيف للانضمام إلى تشكيلة البحرين المشارك في تصفيات كأس العالم 2018 – آسيا المرحلة الثانية حيث لعب عبد اللطيف 6 مباريات مسجلا هدفين وفشل البحرين في التأهل إلى الدور الثالث بعدما احتل المركز الرابع بفارق 12 نقطة عن المتصدر أوزبكستان وفشل أيضا في التأهل مباشرة إلى نهائيات بطولة آسيا وانتقل للعب في تصفيات كأس آسيا 2019 – المرحلة الثالثة.
قرر المدرب التشيكي الجديد للبحرين ميروسلاف سوكوب استدعاء عبد اللطيف للانضمام إلى تشكيلة البحرين المشارك في تصفيات كأس آسيا 2019 – المرحلة الثالثة ولعب عبد اللطيف 4 مباريات مسجلا هدف واحد وكان في مرمى تايوان وحصد خلالها البحرين 7 نقاط في 4 مباريات واستطاع المساهمة في تصدر البحرين المجموعة الخامسة وبالتالي التأهل إلى نهائيات البطولة.
قرر المدرب البرتغالي الجديد للبحرين هيليو سوزا استدعاء عبد اللطيف للانضمام إلى تشكيلة البحرين المشارك في بطولة اتحاد غرب آسيا لكرة القدم 2019 في العراق وبحسب نظام التدوير الذي اتبعه سوزا شارك عبد اللطيف أساسيا في المباراة الأولى أمام الأردن وسجل هدف المباراة الوحيد وفي المباراة الثانية دخل بديلا وساهم في التعادل مع السعودية سلبيا بدون أهداف ثم شارك أساسيا في المباراة الثالثة وسجل هدف المباراة الوحيد ليقود البحرين لتصدر المجموعة الثانية والتأهل إلى المباراة النهائية أمام العراق المستضيف التي غاب عنها عبد اللطيف وانتهت بفوز البحرين بهدف نظيف وبالتالي حقق عبد اللطيف ثاني بطولاته مع المنتخبات.
في 25 نوفمبر 2019 تأكد بصورة رسمية غياب عبد اللطيف الهداف التاريخي لمنتخب البحرين عن المشاركة مع بلاده في بطولة كأس الخليج العربي 24 التي ستقام في قطر خلال الفترة من 26 نوفمبر إلى 8 ديسمبر 2019. وتعرض عبد اللطيف لإصابة خلال مباراة فريقه المحرق مع الاتحاد السكندري المصري في ثمن نهائي كأس محمد السادس للأندية العربية التي خسر فيها المحرق بمجموع المباراتين 0-3. وقرر سوزا استدعاء محمد عادل لاعب المنامة بدلا من عبد اللطيف.
وبعد تتويج البحرين بالبطولة قال القائد الثاني لمنتخب البحرين عبد اللطيف: "منتخبنا في تطور مستمر، وفوزنا بكأس الخليج يؤكد أن حصد لقب غرب آسيا لم يكن محض صدفة، فضلا عن نتائجنا الجيدة في تصفيات آسيا، كلها أمور تؤكد أن البحرين على الطريق الصحيح. اللقب كان هدفنا الأول، لأننا لم نفز به من قبل، وكان لابد من وضع نهاية لهذا الأمر. قدمنا في هذه البطولة ما يؤكد جدارتنا بالوصول إلى منصات التتويج، رغم أن البداية لم تكن جيدة. بعد الفوز على الكويت برباعية وتأهلنا للدور قبل النهائي حصلنا على جرعة معنوية قوية، وتضاعفت طموحاتنا بإمكانية تحقيق الحلم الذي راودنا كثيرا. كنا نأخذ كل مباراة على حدة، وقاتلنا بكل قوة من أجل حصد اللقب الخليجي الغالي وإسعاد جماهيرنا الوفية التي لم تقصر معنا وكانت تعتبر اللاعب رقم واحد، والحمد لله أننا أدخلنا عليهم الفرحة. مباراة السعودية كانت صعبة للغاية وهذه هي طبيعة المباريات النهائية".
جدد سوزا استدعاء عبد اللطيف للانضمام إلى تشكيلة البحرين المشارك في تصفيات كأس العالم 2022 – آسيا الجولة الثانية ولعب عبداللطيف 7 مباريات مسجلا 3 أهداف منها هدفين على كمبوديا وهدف واحد على هونغ كونغ (آخر هدف دولي له مع البحرين) وحصد خلالها البحرين 12 نقطة ولكن البحرين فشل في التأهل إلى الدور الثالث باحتلاله المركز الثالث في المجموعة الثانية بفارق 3 نقاط عن إيران وفشل في التأهل إلى نهائيات بطولة كأس آسيا مباشرة ولينتقل إلى تصفيات كأس آسيا 2023 – الدور الثالث حيث أوقعته القرعة في المجموعة الخامسة مع بنغلاديش وماليزيا وتركمانستان.
كرر سوزا استدعاء عبد اللطيف للانضمام إلى تشكيلة البحرين المشارك في بطولة كأس العرب 2021 في قطر واستمر سوزا في سياسة التدوير وشارك عبد اللطيف بديلا في المباراة الأولى أمام قطر المستضيف والتي خسرها البحرين بهدف نظيف ثم شارك عبد اللطيف أساسيا في المباراة الثانية والتي تعادل فيها مع العراق سلبيا بدون أهداف بينما غاب عن المشاركة في المباراة الأخيرة في دور المجموعات أمام عمان وخرج البحرين من منافسات البطولة بعد تذيله المجموعة. وتعتبر مباراة العراق آخر مباراة دولية يخوضها عبد اللطيف مع البحرين وكانت في 3 ديسمبر 2021.

## الإنجازات

### الأندية
- الحالة (1)
  - دوري الدرجة الثانية (1): 2006/2005
- العربي (2)
  - كأس الأمير (1): 2008
  - كأس السوبر الكويتي (1): 2008
- الرفاع (1)
  - كأس ملك البحرين (1): 2010
- المحرق (10)
  - الدوري البحريني الممتاز (2): 2015/2014 - 2018/2017
  - كأس ملك البحرين (3): 2012/2011 - 2016/2015 - 2020/2019
  - كأس السوبر البحريني (1): 2018
  - كأس الاتحاد البحريني (2): 2020/2019 - 2021/2020
  - كأس النخبة البحريني (1): 2019/2018
  - كأس الخليج للأندية (1): 2012
- الأهلي (1)
  - دوري الدرجة الثانية (1): 2013/2012
- الخالدية (3)
  - الدوري البحريني الممتاز (1): 2023/2022
  - كأس ملك البحرين (1): 2022/2021
  - كأس السوبر البحريني (1): 2022

### المنتخبات
- منتخب البحرين (2)
  - دورة الألعاب العربية (1): 2011
  - بطولة اتحاد غرب آسيا (1): 2019

### الشخصية
- هداف الدوري البحريني الممتاز 2015–16 برصيد 17 هدف.[17]
- أفضل لاعب في شهر سبتمبر في الدوري البحريني الممتاز 2014–15.[18]
- أفضل لاعب في شهر مايو في الدوري البحريني الممتاز 2015–16.[19]

## روابط خارجية
- إسماعيل عبد اللطيف على موقع إي إس بي إن إف سي (الإنجليزية)
- إسماعيل عبد اللطيف على موقع قاعدة بيانات كرة القدم.إي يو (الإنجليزية)
- إسماعيل عبد اللطيف على موقع ناشيونال فوتبول تيمز (الإنجليزية)
- إسماعيل عبد اللطيف على موقع Soccerway.com (الإنجليزية)
- إسماعيل عبد اللطيف على موقع عالم كرة القدم.نت (الإنجليزية)